# Hualgayoc (distrito)
Hualgayoc é um distrito do Peru, departamento de Cajamarca, localizada na província de Hualgayoc.

## Transporte
O distrito de Hualgayoc é servido pela seguinte rodovia:
- PE-3N, que liga o distrito de La Oroya (Região de Junín) à Puerto Vado Grande (Fronteira Equador-Peru) no distrito de Ayabaca (Região de Piura)
- PE-3NB, que liga a cidade de Bambamarca  ao distrito de Tumbaden[1][2][3]